# Sen Innocentego III
Sen Innocentego III (wł. Sogno di Innocenzo III) – szósty z dwudziestu ośmiu fresków z cyklu Sceny z życia św. Franciszka znajdujących się w górnym kościele bazyliki św. Franciszka, którego autorstwo przypisywane jest Giottowi di Bondone lub jednemu z jego współpracowników. Namalowany ok. 1295–1299.

## Tematyka
Twórca fresku przedstawił scenę opisaną w Życiorysie większym św. Franciszka Bonawentury z Bagnoregio, napisanym w 1263. Legendarne wydarzenie miało być zapowiedzią wielkich czynów Franciszka z Asyżu. Papież Innocenty III miał zobaczyć we śnie mnicha, który podtrzymał chylącą się ku upadkowi arcybazylikę laterańską. Opis wydarzenia znajduje się w rozdziale III Życiorysu większego i w innych wczesnych źródłach franciszkańskich.

## Opis
Fresk został podzielony na dwie części. Linię podziału wyznaczają elementy architektoniczne. To, co widzimy, dzieli się na rzeczywistość i widzenie. Po prawej stronie śpiący w tiarze papież, przy którego łożu siedzą na ziemi członkowie świty. Jeden z nich śpi, a drugi czuwa. Po lewej stronie Franciszek w brązowym habicie z białym sznurem – strój zakonny franciszkanów – podtrzymuje mocno przechyloną świątynię z dzwonnicą. Fryz kościoła ozdobiony jest mozaikami w stylu kosmateskim. Wokół głowy świętego artysta namalował aureolę.